# Liste de propriétés
Une liste de propriétés est une structure de données basée sur une liste chaînée de paires d’éléments associant un nom de propriété à sa valeur. C'est une structure de base du langage Lisp.
Dans les frameworks programmatiques Cocoa, NeXTSTEP et GNUstep, un fichier « liste de propriétés » stocke des objets sérialisés. Les fichiers de ce type utilisent l'extension de nom de fichier ext. On les désigne souvent comme des fichiers plist. 
On analyse ces fichiers avec la classe NSPropertyListSerialization. Une liste de propriétés ne peut contenir que des objets de type Core Foundation ou Foundation Kit car la bibliothèque ne sait pas sérialiser d'autres types d'objets.
Les préférences des utilisateurs (relatives aux applications) ainsi que les descriptions des paquets d'applications ("bundle", "application directory") sont enregistrées dans des fichiers plist.